# Air Mali
Pour les articles homonymes, voir CAM.

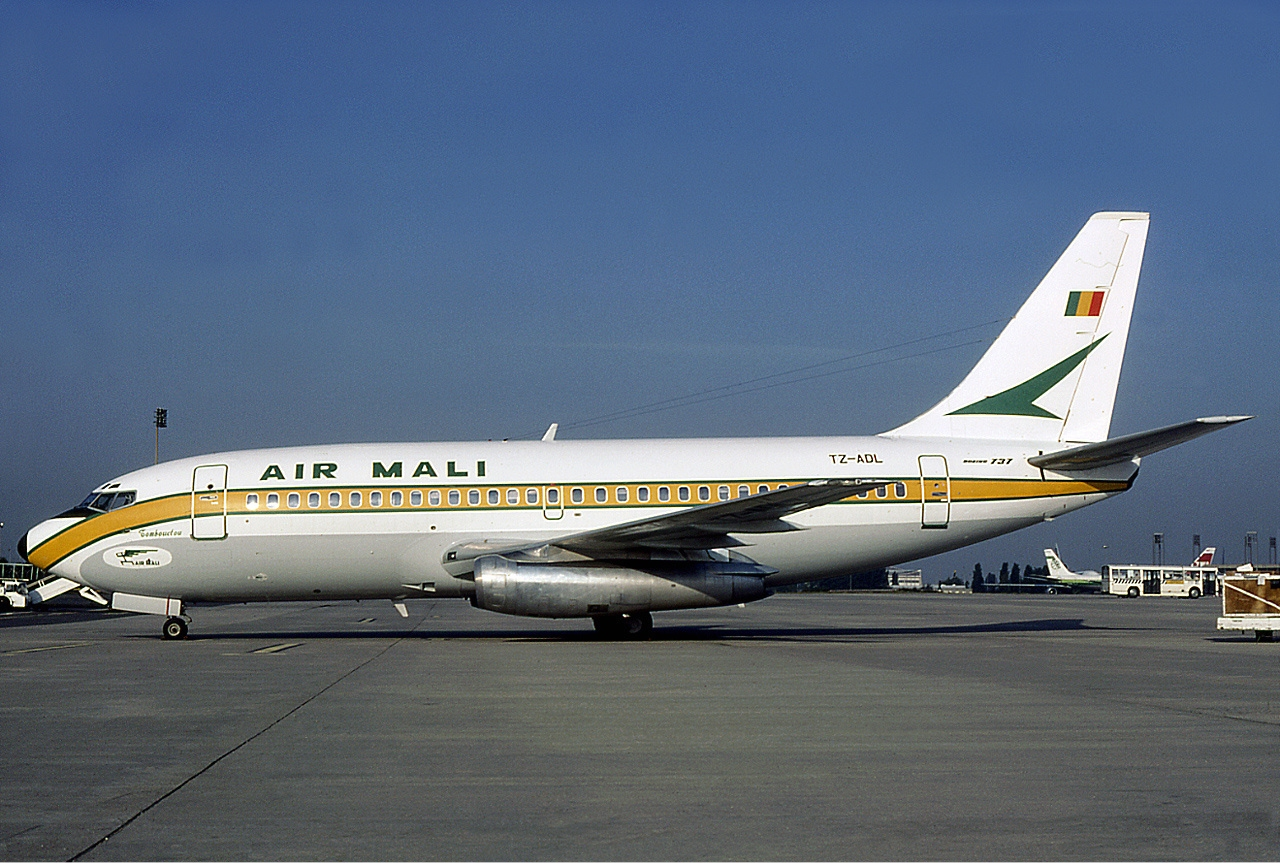
un avion de la compagnie aérienne du MALI.

Air Mali, anciennement Compagnie aérienne du Mali (CAM, code AITA : I5) était une société mixte de droit malien créée en 2005. Le capital de 3 milliards de francs CFA est détenu pour 20 % par l’État, 51 % par le Réseau Aga Khan et 29 % par des investisseurs privés maliens.

## Histoire
Le 1er vol de présentation a eu lieu le 6 juin 2005. Un avion DHC-8 a effectué la liaison Bamako-Mopti-Gao.
La compagnie est chargée d'assurer les liaisons intérieures entre Bamako (Aéroport international de Bamako-Sénou) et les capitales régionales Mopti (Aéroport international de Mopti Ambodédjo, Kayes (Aéroport international de Kayes Dag Dag, Tombouctou (Aéroport international de Tombouctou) et Gao. Elle assure également des liaisons avec des capitales africaines, Cotonou, Dakar, Niamey, Abidjan et Ouagadougou, Douala, Libreville, Conakry ainsi qu'en Europe avec Paris (Aéroport d'Orly) et Madrid. Des vols entre Bamako et Marseille sont également prévus.
Sa flotte est composée d'un Airbus 319, de 2 MD87, de 2 MD83 et d'un Saab 340
En 2007, la CAM a transporté plus de 135 000 passagers.
Abderhamane Berthé est depuis juillet 2007 le directeur général de la CAM. Il remplace à ce poste Gilbert Veuthey.
Le 15 mai 2009, la société Compagnie aérienne du Mali est rebaptisée Air Mali
, reprenant le nom de la société publique créée en 1962 et privatisé en 1994, sous le nom de Air Mali-SA et qui a cessé ses activités le 27 mars 2003 .
En juillet 2012, secouée par la crise politique et militaire qui divise le pays et alors qu'elle perd près de 540 millions de francs CFA par mois, Air Mali a adopté un plan de restructuration, qui se traduit par un plan social, ainsi que par une diminution de sa flotte (elle retire deux MD87) et de son réseau,. 
Le 24 décembre 2012, Air Mali annonce la suspension de ses activités pour au moins neuf mois, à la suite de la crise politique qui secoue le pays, et notamment la prise de contrôle du Nord par la rébellion Touareg et le mouvement Ançar Dine. Avant l'interruption de ses vols, Air Mali ne desservait plus qu'Abidjan en Côte d'Ivoire et Accra au Ghana et n'opérait plus qu'un seul Bombardier CRJ200.

## Destinations
Destinations desservies en juillet 2012 depuis l'Aéroport international de Bamako-Sénou :
- Abidjan, Côte d'Ivoire
- Accra, Ghana
- Conakry, Guinée
- Lomé, Togo
- Paris,  New York
- Dakar

## Alliance et partenariats
Air Mali fait partie du groupe Célestair (en) avec Air Ouganda et Air Burkina. 

Elle partage ses codes avec Air France .

## Flotte historique
Initialement, sa flotte est composée d'un Airbus 319, de 2 MD87, de 2 MD83 et d'un Saab 340.